# Фризен, Альфред Петрович
Альфред Петрович Фризен (29 октября 1929, Уфа, СССР — 22 октября 2019, Барнаул, РФ) — советский и российский живописец. Член Союза художников России.

## Биография
Родился 29 октября 1929 года в Уфе в семье российских немцев. С 1934 года жил в Рубцовске Алтайского края. В школьные годы, вдохновленный репродукциями картин Васнецова и Шишкина, начал рисовать, несмотря на военное и послевоенное время и отсутствие художественной школы.
В 1962 году окончил московский Заочный народный университет искусств, факультет рисунка и живописи. С 1969 по 1982 год работал художником-оформителем в ДК АТЗ. Мастерство живописца шлифовал в изостудии художника Владислава Тихонова, которая существовала в те годы Рубцовске. С 1983 года жил и работал в Барнауле.
В 2012 году получил медаль «Духовность. Традиции. Мастерство» Союза художников России.

## Творчество
Начав как художник-оформитель, «серьёзный реалист», в 1990-е годы не побоялся уйти в авангардизм и сумел объять почти все достижения российских авангардистов: абстрактную живопись, кубофутуризм, конструктивизм.
Участник многих алтайских краевых, российских, зарубежных выставок. Произведения Альфреда Фризена находятся в музеях и частных коллекциях России, США, Германии, Швеции.